# عمشیته (روستا)
 عمشیته  (در عربی:  العمشیته )
نام روستایی است در دهستان المَذاب از توابع استان صَعده در کشور یمن در شبه جزیره عربستان.

## جمعیت
جمعیت آن (۸۰ ) نفر (۶ خانوار) می‌باشد.